# عرفج

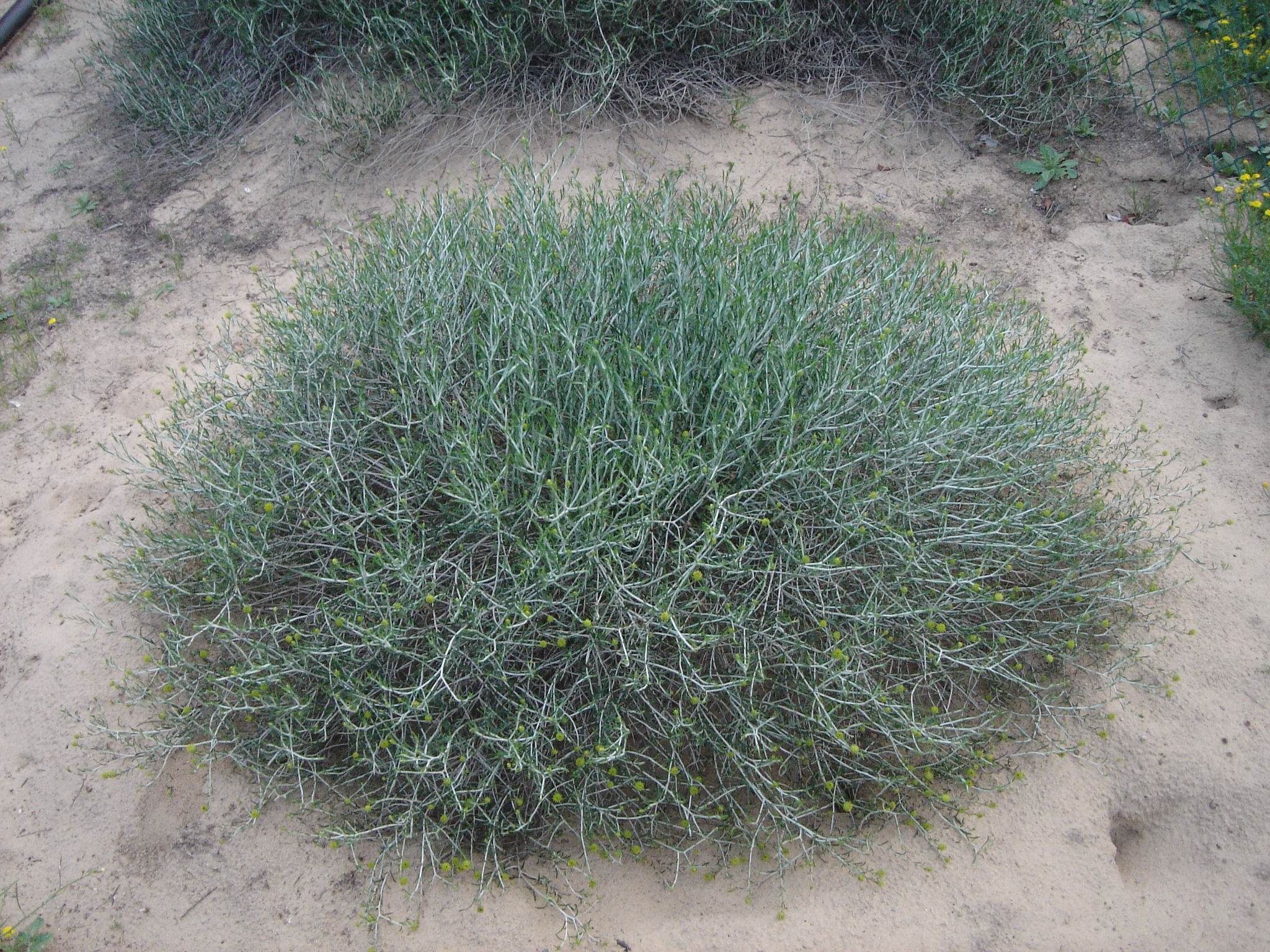
General aspect.

عرفج (نام علمی: Rhanterium epapposum) گل ملی کشور کویت است.